# Renæssancehumanisme
 Denne artikel bør gennemlæses af en person med fagkendskab for at sikre den faglige korrekthed.
     – Artiklen er en oversættelse af den tilsvarende tyske i denne version fra den 7. juni 2018.
     – Fjern gerne efterladte germanismer, slå-, stave- og andre fejl. Der mangler afsnit om Danmark og Norden.

Renæssancehumanisme er betegnelsen for en strømning i renæssancen, som blev inspireret af blandt andre Francesco Petrarca (1304-1374). Den havde et fremtrædende center i Firenze og spredtes i Europa i 1400-tallet og 1500-tallet.
Det var især en litterær dannelses- og uddannelsesbevægelse. Humanisterne foreslog en omfattende uddannelsesreform, som de håbede ville have en gunstig virkning på udviklingen af de menneskelige evner ved at kombinere viden og dyd. Humanistisk uddannelse skulle give menneskene mulighed for at erkende deres sande formål og for at realisere en ideel menneskehed (ty. Menschentum) ved at efterligne klassiske forbilleder. Et værdifuldt, sandfærdigt indhold og en perfekt sproglig form dannede en enhed for humanisterne. Derfor lagde man særlig vægt på dyrkning af det sproglige udtryk. Sprog- og litteraturvidenskab spillede en central rolle i det humanistiske uddannelsesprogram.
Et særligt kendetegn for den humanistiske bevægelse var bevidstheden om at tilhøre en ny epoke og behovet for at afgrænse sig fra tidligere århundreder. Denne fortid, som man begyndte at kalde "middelalderen", blev foragteligt afvist af de førende repræsentanter for den nye tankegang. Navnlig det senmiddelalderlige skolastiske lærdomsbegreb fandt humanisterne forfejlet. Over for middelalderens opfattelse modstillede man antikken som den ultimative norm for alle områder af livet. En af deres hovedanliggender var at få direkte adgang til denne norm fra antikken i en oprindelig, uforfalsket form. Derfor ville man tilbage til de autentiske gamle kilder – på latin: "ad fontes".

## Begrebshistorie
Udtrykket "humanisme" blev indført af filosoffen og uddannelsespolitikeren Friedrich Immanuel Niethammer (1766-1848). Niethammers 1808 offentliggjorte pædagogiske kampskrift Der Streit des Philanthropinismus und Humanismus in der Theorie des Erziehungs-Unterrichts unsrer Zeit ("Striden mellem filantropinisme og humanisme i teorien om pædagogisk opdragelse i vor tid" ) skabte opmærksomhed. Som "humanisme" beskrev han den pædagogiske holdning hos dem, der ikke dømmer emnet ud fra dets praktiske (materielle) anvendelighed, men stræber efter (ud)dannelse som et mål i sig selv, uanset anvendelseshensyn. Tilegnelsen af sproglig og litterær viden og færdigheder spiller en central rolle her. Den afgørende faktor i læringsprocessen er stimuleringen gennem den intensive undersøgelse af "klassiske" forbilleder, som man skulle efterligne. Dette uddannelsesmæssige ideal havde gjort sig gældende siden renæssancen. Humanisme blev derfor den betegnelse man i midten af 1800-tallet begyndte at bruge om den strømning fra renæssancen som havde formuleret og implementeret programmet for en sådan uddannelse.
Som en kulturhistorisk epokal betegnelse for en lang overgangstid fra den sene middelalder til tidlig moderne tid blev humanisme først brugt af Karl Hagen i 1841 og derefter etableret af Georg Voigt i hans arbejde fra 1859 Die Wiederbelebung des classischen Alterthums oder das erste Jahrhundert des Humanismus ("Genoplivning af den klassiske oldtid eller humanismens første århundrede"). En tilskyndelse hertil var Johann Gustav Droysens (†1884) forslag at bruge udtrykket hellenisme om den epoke, der begyndte med Alexander den Store.
Ordet humanist er bevidnet i slutningen af 1400-tallet, først som en professionel titel for indehavere af relevante lærestole, analogt med "advokat" eller "kanonist" (kirkeretsjurist, lærer i kirkeret). Først i begyndelsen af 1500-tallet blev den også brugt til ikke-universitetsuddannede, der opfattede sig som humanister.

## Humanisternes selvforståelse og mål
Uddannelsesprogrammet og dets litterære grundlag
Udgangspunktet for bevægelsen var begrebet humanitas (latin: 'det der kendetegner mennesket'), som blev formuleret i oldtiden af Cicero. Dannelsen af 'humanitas' var rettet mod de pædagogiske bestræbelser, som Cicero kaldte studium humanitatis.
I oldtidens filosofkredse – især hos Cicero – blev det understreget, at mennesket adskiller sig fra dyret ved sproget. Det betyder, at mennesket får sin menneskelighed ved uddannelse og sproglig kommunikation, hvorved det specifikt menneskelige træder frem.
Derfor var den tanke nærliggende, at det først var med dyrkningen af den sproglige udtryksevne at mennesket virkelig blev menneske, samtidig med at det blev opdraget moralsk og fik muligheden for at filosofere. Herved kunne man konkludere, at sprogbrug på det højest mulige niveau er menneskets mest grundlæggende og ædle aktivitet. Fra denne overvejelse opstod i tidlig moderne tid begrebet studia humaniora ("de mere [end andre emner] menneskelige studier" eller "studier som fører til højere menneskelighed") til udpegning af uddannelse i humanistisk forstand.
På baggrund af sådanne tankegange konkluderede humanisterne, at der er en nødvendig sammenhæng mellem kvaliteten af den sproglige form og kvaliteten af det formidlede indhold, især at en tekst skrevet i dårlig stil ikke tager sit indhold seriøst – og forfatteren at betragte som barbar. Derfor kritiserede man middelalderen og middelalderlatin, idet man kun ville acceptere de klassiske forbilleder, især Cicero. Skolastikken i særdeleshed med dens egen terminologi fjernt fra klassisk latin blev foragtet og spottet af humanisterne. En af de største bestræbelser var at rense det latinske sprog for "barbariske" forfalskninger og genoprette dets oprindelige skønhed.
Fra humanisternes synspunkt nåede kultiveringen af sprogkulturen sit højdepunkt i digtekunsten. Hvad Cicero var for prosaen, var Vergil for poesien.
Retorikken, den litterære brevveksling og dialog blev også meget værdsat.
Dialogen blev betragtet som et glimrende middel til at udøve skarpsindighed og argumentationskunst.
Retorikken blev den centrale disciplin. Da mange talsmænd fra den humanistiske bevægelse var retoriklærere eller optrådte som talere, blev humanister ofte simpelthen kaldt "talere", oratores.
Hvis man kunne udtrykke sig elegant og uden fejl i mundtlig og klassisk latin, blev man af humanisterne betragtet som en af deres. Det forventedes af en humanist at han mestrede den latinske grammatik og retorik og var godt hjemme i oldtidens historie og moralfilosofi, i den antikke romerske litteratur og kunne skrive latin. Fra omfanget af sådan viden, og frem for alt af elegancen i præsentationen, afhang 'rangordenen' blandt humanisterne. Kendskab til græsk var ønskelig, men ikke nødvendig; mange humanister læste kun de græske værker i latinsk oversættelse.
Den store humanistiske interesse for sprog og litteratur kom også til at gælde orientalske sprog, især hebraisk. hvilket gjorde det muligt for jødiske intellektuelle at deltage i den humanistiske bevægelse.
Da humanisterne mente, at så mange mennesker som muligt skulle uddannes, var det også muligt for kvinder at deltage aktivt i den humanistiske kultur. Kvinder gjorde sig især bemærket som mæcener, digtere og forfattere af litterære breve. På den ene side kunne deres indsats få begejstret anerkendelse, på den anden side måtte nogle af dem også beskæftige sig med kritikere, der klagede over at deres aktiviteter var ukvindelige og derfor upassende.
Filosofiske og religiøse aspekter
I filosofien dominerede etikken. Logik og metafysik trådte i baggrunden, langt de fleste humanister var filologer og historikere snarere end kreative filosoffer.
Det hang sammen med deres overbevisning om, at viden og dyd stammede fra læsernes direkte kontakt med de klassiske tekster, når de blot var tilgængelige i en uforfalsket form. Der herskede den overbevisning, at forbilleder var nødvendige for erhvervelse af dyd.
De dyder man stræbte efter havde rødder i den ikke-kristne oldtid og fortrængte middelalderens kristne dyder som ydmyghed. Det humanistiske personlighedsideal bestod i kombinationen af uddannelse og dyd.
Der blev også fremført andre kendetegn til at skelne det humanistiske verdens- og menneskesyn fra middelalderens. Slagordsagtigt som
"individualisme" eller "subjektets autonomi", men de refererer til renæssancen i almindelighed og er ikke specifikke for humanismen.
Det antages ofte, at et kendetegn for humanisterne var deres distancerede forhold til kristendommen og kirken. Men det var ikke tilfældet generelt. Humanisterne gik ud fra det synspunkt at antikken generelt var forbilledet og herunder også den 'hedenske' religion.
Derfor havde de normalt et upartisk, for det meste positivt forhold til den gamle "paganisme".
Det var almindeligt for dem også at præsentere kristent indhold i en klassisk antik dragt, samt relevante begreber fra den antikke græske og gamle romerske religion og mytologi.
De fleste af dem kunne udmærket forene dette med deres kristendom. Nogle var sandsynligvis kun kristne af navn, andre præget af kirkelig religiøsitet.
Deres religiøse og filosofiske positioner var meget forskellige, og i nogle tilfælde – også af bekvemmelighedsgrunde – vage, uklare eller svingende. Ofte søgte de en balance mellem modsatte filosofiske og religiøse synspunkter og havde tendens til synkretisme. Blandt dem var platonikere og aristotelikere, stoikere og epikuræere, gejstlige og antiklerikale.
Der var også munke blandt humanisterne, men ellers hørte klostervæsenet (især tiggerordenerne) til de vigtigste modstandere af humanismen, fordi munkeordenerne var stærkt forankret i middelalderlig tankegang. Med vægten lagt på menneskets værdighed tog humanisterne afstand fra middelalderens dominerende menneskebillede, hvor menneskets syndige fordærv spillede en central rolle.
Hvad angår vurderingen af menneskehedens status (ty. 'Status der Menschheit') var der også en modsætning mellem humanismen og reformationen. Det var særlig tydeligt i uenigheden om den frie vilje. Ifølge humanistisk forståelse vender mennesket sig – i kraft af dets frie vilje – enten til eller fra Gud. Det protesterede Martin Luther imod i sit stridsskrift De servo arbitrio ('Om den trælbundne vilje' fra 1525 i et svar til Erasmus af Rotterdams De libero arbitrio, 'Om den frie vilje' fra året før), hvor Luther heftigt bestred eksistensen af en sådan fri vilje.
Historieforståelse
Betoningen af etikken – spørgsmålet om den korrekte ('dydige') adfærd – gjorde sig også gældende i den humanistiske historieskrivning. Historien var (som hos Cicero og andre gamle forfattere) at betragte som læremester. Det der var beskrevet i historiske værker som eksemplarisk for heltes og statsmænds opførsel skulle tilskynde til efterligning; visdommen hos forbillederne skulle hjælpe med til at løse nutidige problemer.
Inden for skolevæsenet førte vægten på etiske spørgsmål imidlertid til en begrænset forståelse af historien; opmærksomheden blev ikke primært rettet mod 'historien som sådan', men på dens litterære behandling.
I forgrunden lå arbejdet med individuelle personligheder og militære begivenheder, mens økonomiske, sociale og juridiske faktorer som regel blev behandlet overfladisk.
Ganske vist blev der i undervisningen om oldtiden formidlet en vis historieforståelse, men historie blev som fag indført ganske langsomt og senere end i øvrige humanistiske fag.
I den humanistiske undervisningssystematik var historia i begyndelsen en hjælpevidenskab til retorikken, senere ofte placeret i forbindelse med etikken. På den anden side producerede renæssancehumanismen for første gang vigtige historiskteoretiske værker; i middelalderen havde der ikke været nogen systematisk behandling af historiske spørgsmål.

## Beskæftigelse
Vigtige professionelle beskæftigelsesmuligheder for humanister var blandt andet inden for biblioteksvæsenet, bogproduktion og bogbranchen. Nogle grundlagde og ledede private skoler, andre omorganiserede eksisterende skoler eller arbejdede som huslærere. Ud over uddannelsessektoren var der muligheder for ansættelse og avancement inden for statstjenesten og især diplomatiet.
Ved fyrstehoffer eller byråd fandt humanister ansættelse som rådgivere og sekretærer, de kunne fungere som publicister, festtalere, hofdigtere, historikere og kongelige opdragere, hoflærere. Kirken var også en vigtig arbejdsgiver; mange humanister var gejstlige og havde indtægter fra præbender eller fandt en form for kirketjeneste.
I begyndelsen var humanismen ikke knyttet til universitetssystemet, men i Italien fik humanister i 1400-tallet efterhånden ansættelse i humanistiske studier som grammatik og retorik. Der var nogle lærestole i poetik, teorien om poesi.
Omkring midten af 1400-tallet blev der indført regulære humanistiske studier på italienske universiteter. Uden for Italien var humanismen mange steder først i stand til at hævde sig permanent på universiteterne i 1500-tallet.

## Italiensk humanisme
Den italienske renæssancehumanisme tog form i første halvdel af 1300-tallet og havde fået sine grundlæggende træk omkring midten af århundredet. Dens slutning som epoke kom, da resultaterne var blevet tydelige i 1500-tallet, og der ikke længere udgik nye banebrydende impulser derfra. Et vigtigt og symbolsk snit kan lægges med plyndringen af Rom i 1527 ("Sacco di Roma"). Omkring den tid kan man regne højrenæssancens slutning inden for kunsten og samtidig glansperioden for den med renæssancehumanismen forbundne holdning til livet, 'livsfølelsen' (ty. Lebensgefühls).

### Præhumanisme
Med det ikke præcise begreb "præhumanisme" (protohumanisme, tidlig humanisme) kan man betegne kulturelle fænomener i perioden før Petrarca (†1374) – det vil sige i 1200-tallet og i begyndelsen af 1300-tallet – der i nogle aspekter peger frem mod renæssancehumanismen, selv om hovedpersonerne kan siges at tilhøre senmiddelalderen. Da disse fænomener ikke har påvirket deres egen tid, kan man ikke tale om en egentlig "æra af præhumanisme", men kun om enkelte tidlighumanistiske fænomener i den sene middelalder.
Dante Alighieri (†1321) var hverken humanistisk eller præhumanistisk. Blandt hans samtidige var der allerede personligheder, hvis holdning ser ud til at være humanistisk. Præhumanisme stammer fra det nordlige Italien, blev begunstiget i dens opståen af den middelalderlige disciplin ars dictaminis ('brevkunst') fra 1100-tallet som en gren af retorikken; den omfattede reglerne for god prosastil i breve og bekendtgørelser (mønsterbreve ), en 'stilkunst' rettet mod praktiske behov og blev dyrket især i det nordlige Italiens bybourgeoisi og var en del af lægfolks uddannelse i modsætning til gejstlighedens retorik.
Disse bestræbelser fandt en basis på universiteternes juridiske fakulteter i centre som Padua og Bologna. Men det var først da man i kredsen af berørte stilister begyndte at retfærdiggøre læsning af de gamle "hedenske" digtere offensivt i en kritik af konservative kirkelige kredse, at et element blev tilføjet, der kan beskrives som præhumanistisk.
En banebrydende rolle spillede de tidlige humanister fra Padua Lovato de’ Lovati (1241-1309) og Albertino Mussato (1261-1329), som allerede arbejdede filologisk, og den i Vicenza aktive digter og historiker Ferreto de' Ferreti (†1337), der kunne takke efterligningen af Livius og Sallust for sin klare og elegante stil. Albertino Mussato, der havde skrevet tragedien Ecerinis med Senecas tragedier som forbillede, modtog i 1315 digterkronen (poeta laureatus). Efter hans mening var den klassiske gamle poesi af guddommelig oprindelse. På det tidspunkt var elementer af renæssancens humanisme allerede forventet.

### Begyndelsen
Den egentlige humanisme begyndte omkring midten af 1300-tallet med Francesco Petrarca, 1304-1374. I modsætning til præhumanisterne satte Petrarca skarpt og polemisk ind mod sin tids middelalderligt-skolastiske uddannelsesvæsen.
Han håbede på en ny kulturs blomstring og endda på en ny æra, der ikke kun kulturelt, men også politisk skulle være forbundet til antikkens Rom.
Derfor støttede Petrarca i 1347 entusiastisk Cola di Rienzos kup i Rom. Cola havde selv fået en uddannelse, var fascineret af den romerske oldtid og en god taler, orator, hvorved han legemliggjorde et af humanismes idealer. Han var den førende figur i en adelsfjendtlig strømning der stræbte efter en italiensk stat med Rom som centrum.
Selv om de politiske drømme og utopier mislykkedes på grund af magtforholdene og Colas mangel på realisme, satte den kulturelle side af fornyelsesbevægelsen – repræsenteret af den mere politisk forsigtige Petrarca – sig igennem på lang sigt.
Petrarcas succes var baseret på den kendsgerning, at han ikke kun udtrykte idealer og ambitioner hos uddannede i sin samtid, men også som personlighed legemliggjorde den nye tidsånd. Hos ham var de mest markante træk ved renæssancens humanisme opfyldt:
- Den idé at den gamle romerske stat og samfundsorden skulle være et forbillede.
- Skarp afvisning af det skolastiske universitetssystem, det vil sige aristotelismen, som dominerede i slutningen af middelalderen. Selv om Petrarca respekterede Aristoteles som en gammel klassiker, modsatte han sig hans middelalderlige arabiske og latinsprogede fortolkere, især Averroës. I sidste ende resulterede det i en grundlæggende kritik af Aristoteles.[19]
- Afvisning af senmiddelalderens spekulative metafysik og teologi og dens logiske spidsfindigheder; derved reducere filosofien til dydsdoktrin.
- At genopdage tabte klassiske tekster, indsamle og kopiere manuskripter, skabe et stort privatbibliotek.[20] Gå tilbage til en direkte, upartisk beskæftigelse med de gamle tekster ved at befri dem fra de kirkelige myndigheders fortolkningsmonopol. Ubegrænset beundring af Cicero.
- Det synspunkt at man skulle møde de gamle forfattere i en dialog. Forholdet mellem læseren og den pågældende forfatter eller den bog, hvor forfatteren var til stede, skulle være dialogisk. I den daglige dialog med forfatterne skulle humanisten modtage svar på sine spørgsmål og normer for sin adfærd.[21]
- Som mange humanister var Petrarca selvsikker, følsom overfor kritik og klar til brug af overdreven polemik mod virkelige eller formodede modstandere.
- Petrarca beundrede også den græske kultur, men hans græske færdigheder var beskedne, hvilket gjaldt for mange humanister.

Andre hovedpunkter i Petrarcas tænkning var:
- Kampen mod de videnskabelige begreber, der herskede på de medicinske og juridiske fakulteter. Han beskyldte lægerne for uvidenhed og charlataneri, advokaterne for spidsfindighed.[23]
- En eskapistisk og pessimistisk kristendom præget af dommedagsstemning baseret på kirkefaderen Augustin. Pessimistiske holdninger findes også hos nogle senere humanister, selv om renæssancehumanismen overvejende var domineret af et optimistisk verdens- og menneskesyn.[24]

Den lidt yngre Giovanni Boccaccio (1313-75) var påvirket af Petrarca. Også han opdagede manuskripter af vigtige antikke værker. Hans humanistiske holdning var særlig tydelig i forsvaret for poesien. Ifølge hans overbevisning er poesi ikke kun af den højeste litterære betydning, men har også en privilegeret stilling blandt videnskaberne, da den spiller en afgørende rolle i opnåelsen af visdom og dyd. I den forener sprogkunst og filosofi sig ideelt set og når deres perfektion.

### Blomstringen i Firenze
Firenze var som et sted for kunst og kultur central for opkomsten af den humanistiske bevægelse. Derfra udgik afgørende impulser både for filologi og for filosofi og humanistisk historieskrivning. Humanister fra eller uddannet i Firenze spredte deres viden til andre centre. Den florentinske humanismes fremtrædende rolle varede til 1490'erne, hvor den antihumanistiske munk Savonarola (1452-1498) mellem 1494 og 1498 havde en ødelæggende indflydelse på kulturlivet, og den følgende tids uro hæmmede en genopretning.
Der var ingen stærk skolastisk tradition i Firenze, da byen ikke havde et førsteklasses universitet. Det åndelige liv fandt for det meste sted i løse samtalekredse. Den åbne atmosfære gav gode betingelser for en humanistisk diskussionskultur. Republikkens kanslerembede var fra Coluccio Salutati (kansler 1375-1406) beklædt af humanister. Det gav kansleren mulighed for over for offentligheden at demonstrere fordelene ved den indbyrdes sammenhæng af politisk og litterær aktivitet, og dermed den statspolitiske fordel ved humanismen. Salutati udnyttede den lejlighed i sine breve og politiske skrifter med stor succes. Gennem sine videnskabelige, kulturelle og politiske bidrag gjorde han Firenze til et vigtigt centrum for den italienske humanisme, hvis førende teoretikere han tilhørte.
En anden stor fordel for den florentinske humanisme var Medici-familiens (1434-1494) dominans.
Cosimo de' Medici ("il Vecchio" †1464) og hans barnebarn Lorenzo ("il Magnifico" †1492) udmærkede sig ved generøs understøttelse af kunst og videnskab. Lorenzo, selv en begavet digter og forfatter, var en slags arketype på en renæssancemæcen.
Det såkaldte "Platonakademi i Firenze" drejede sig blot om en kreds af studerende omkring den florentinske humanist Marsilio Ficino (1433-1499). 
Ficino, der blev støttet af Cosimo, søgte en syntese af neoplatonismen fra det tredje århundrede og katolsk kristendom. Med stor flid helligede han sig oversættelser (til latin) og kommentarer til værker af Platon og antikke platonikere.
Til Ficinos kreds hørte den veluddannede, arabisk- og hebraiskkyndige Giovanni Pico della Mirandola (1463-1494), der gik ind for at forene alle filosofiske og religiøse traditioner, herunder islam, og som var en fremtrædende repræsentant for den kristne kabbala. Picos tale Om menneskets værdighed er en af de mest berømte tekster fra renæssancen, selv om talen aldrig blev holdt og først offentliggjort efter hans død. Den betragtes som et program for humanistisk antropologi. Pico udleder menneskets værdighed af den vilje- og valgfrihed, som særligt kendetegner mennesket og adskiller det fra alle andre skabninger, hvilket begrunder dets egenart og gudbilledlighed.
Blandt de kendte florentinske humanister gjorde Niccolò Niccoli (†1437) sig bemærket. Han var ivrig bogsamler og organisator af indkøb og udforskning af håndskrifter. Leonardo Bruni var elev af Salutati og fortsatte som kansler 1427-1444 dennes politik; han var ophavsmand til en vigtig udgivelse om Firenzes historie.
Ambrogio Traversari (1386-1439) oversatte fra græsk og var som munk en undtagelse blandt humanisterne. Hans elev Giannozzo Manetti (1396-1459) oversatte blandt andet fra hebraisk.
Poliziano (1454-1494) skrev på italiensk (folkesproget il volgare), græsk og latin og udmærkede sig i tekstkritik.
Andre vigtige humanister, der arbejdede midlertidigt i Firenze, var Francesco Filelfo, Poggio Bracciolini og Leon Battista Alberti.
Vespasiano da Bisticci (1421-1498) var den første boghandler i større stil. Han var yderst opfindsom i indkøb af manuskripter af alle slags og fik dem afskrevet for at imødekomme efterspørgslen fra humanister og fyrster, der opbyggede biblioteker. Af sin samtids fremtrædende personligheder skrev han også biografier, som havde indflydelse på eftertidens opfattelse af renæssancehumanismen.
"Borgerhumanisme" (en. civic humanism) henviser til brugen af humanistisk publicistik i kampen for en republikansk forfatning og mod en herskers "tyranniske" autokrati.
Desuden tilslutter repræsentanterne for denne retning sig en generel tilslutning til aktiv deltagelse som borger (ty. staatsbürgerlichen Gestaltungswillen) i modsætning til en tilbagetrækning til et kontemplativt privatliv, og senere til accepten af borgerlig velstand, som ikke længere blev set på som en hindring for dyd. De var tillige fortalere for at italiensk kunne være et litterært sprog.
Denne holdning gjorde sig gældende i Firenze.
Den republikanske overbevisning havde retorisk effektive fortalere i kanslerne Salutati og Bruni, omhyggeligt begrundet og underbygget historiefilosofisk. Det gjaldt først og fremmest om at forsvare Firenze mod den truende ekspansionspolitik fra den milanesiske Visconti-familie, som også havde humanister til at forsvare deres position. De blev dog betragtet som mørke tyranner af deres florentinske modstandere.
Udtrykket "borgerhumanisme" (en. civic humanism) blev introduceret af historikeren Hans Baron omkring 1925 og har ganske vist fundet en vis anvendelse (ty. 'hat sich eingebürgert'), men er kontroversielt i forskningen. Modstandere af "baron-tesen" hævder, at han idealiserer de humanistiske florentinske kansleres politik og følgerne af deres propaganda, og at han trækker for vidtrækkende konklusioner af sine observationer, at hans sammenligning med det tyvende århundredes historie ikke kan anses for gyldig (ty. unzulässig). Desuden tog han ikke hensyn til den florentinske politiks imperialistiske karakter.

### Rom
For humanisterne var Rom indbegrebet af ærværdighed (ty. Inbegriff des Verehrungswürdigen). Men som centrum for humanismen lå Rom dog efter Firenze og begyndte ikke at blomstre før i midten af 1400-tallet; de vægtigste bidrag kom fra Firenze og dets omgivelser. De fleste humanister der boede i Rom var afhængige af en stilling i kurien, hovedsagelig i det pavelige kancelli, nogle gange som pavernes sekretærer; mange var sekretærer for kardinaler. Nogle af de efterspurgte kontorer i kancelliet var livsstillinger, som kunne købes. Meget afhang af, hvor venlig den herskende pave var over for den humanistiske strømning.
Pave Nikolaus V's (1447-1455) fremsynede kulturpolitik havde betydning for den humanistiske strømnings indpas i Rom. Han bragte fremtrædende humanister til sit pavehof, arrangerede oversættelser fra græsk, og som ivrig bogsamler skabte han grundlaget for et nyt bibliotek i Vatikanet. Selv om pave Pius II (Enea Silvio de' Piccolomini, 1458-1464) ganske vist havde markeret sig som humanist før han blev pave, gjorde han dog som pave forholdsvis lidt for humanismen. Paverne Sixtus IV (1471-1484), Julius II (1503-1513) og Leo X (1513-1521) viste sig at være venligt indstillede over for humanismen. Imidlertid begyndte en nedgang under Leo. Et alvorligt tilbageslag var plyndringen af Rom i 1527 ("Sacco di Roma").
Ledende figurer i den romerske humanisme fra 1400-tallet var Poggio Bracciolini, Lorenzo Valla, Flavio Biondo og Julius Pomponius Laetus. Poggio (†1459) fandt mange gamle manuskripter. Han skrev betydelige dialoger, men også spottende hadeskrifter. Poggio var født i Toscana og tog blot midlertidig ophold i Rom. Valla (†1457), heftig modstander af Poggio, var professor i retorik. Han grundlagde den moderne filologiske autenticitetskritik (ty. Echtheitskritik) og gjorde sig bemærket med sine ukonventionelle synspunkter og provokationslyst.
Biondo (†1463) udførte banebrydende arbejde inden for arkæologi og Italiens historiske topografi, især Roms. Han inddrog også det middelalderlige Italien i sin forskning og arbejdede på systematisk registrering af fund fra antikken. På dette område opererede senere også Pomponius Laetus (†1498), som i 1464 grundlagde det ældste romerske akademi, Accademia Romana, en løs kreds af lærde. En af hans elever var arkæologen Andrea Fulvio.
Akademiet kom i alvorlig krise i 1468 og blev midlertidigt lukket, fordi pave Paul II mistænkte nogle humanister for oprørske aktiviteter. Pavens undertrykkelse af akademiet var dog kun en midlertidig forstyrrelse af det ellers uproblematiske forhold mellem kurien og humanismen; i kardinalskollegiet fandt de anklagede humanister ivrige talsmænd.
Af senere romerske humanistiske kredse i det sene 1400-tal og det tidlige 1500-tal beskæftigede de kendteste sig med ciceronianismen – dvs. latin med Cicero som forbillede – og den nye latinske poesi. I Rom betonede man den rene ciceronianisme endnu mere end i andre centre; her mødtes behovene i det pavelige kancelli med humanisternes bestræbelser. Et højdepunkt nåede denne strømning med de strengt Cicero-orienterede humanister Pietro Bembo (†1547) og Jacopo Sadoleto (†1547), som fik stor indflydelse som sekretærer for Leo X. i kurien. Bembo, der kom fra den venetianske adel, arbejdede også som historiker og steg til kardinal. I hans indflydelsesrige hovedarbejde Prose della volgar lingua fra 1525 præsenterede han en grammatik og stilteori om italiensk som litterært sprog. Som forbilleder, der kunne efterlignes på italiensk, anbefalede han Petrarca for lyrisk poesi og Boccaccio for prosa.
Det blev diskuteret mellem tilhængere og kritikere af ciceronianismen, om det var berettiget med en begrænsning i efterligningen af forbilleder (især Cicero). Der var blandt kritikerne den opfattelse, at nutidige forfattere ikke slavisk skulle følge det antikke mønster, men fastholde deres uafhængighed og egenart, og at de måske endog kunne overgå hvad man havde nået i antikken.

### Napoli
Allerede kong Robert af Anjou (1309-1343) havde ladet sig influere af Petrarca til at forbedre uddannelsesmulighederne og skabt et bibliotek, men først Alfonso V af Aragonien (~ Alfonso 1. af Napoli, den storsindede, it. 'il Magnanimo', 1442-1458) – en af de betydeligste mæcener blandt de daværende fyrster i Italien – gav plads for humanismen i Napoli.
Han tilbød humanister, der havde været upopulære andre steder ved deres dristige og udfordrende optræden, en mulighed for beskæftigelse i sit kongerige. Blandt hans yndlinge var Lorenzo Valla, som midlertidigt boede i kongeriget Napoli og under Alfonsos beskyttelse kunne rette heftige angreb mod præster og klostervæsen.
Valla gennemførte der sin mest berømte videnskabelige præstation: Han afslørede som en middelalderlig forfalskning den gave som Konstantin den Store skulle have givet til pave Sylvester I. Det var et slag for pavedømmet og en triumf for humanistisk filologi og bekvemt for kong Alfonso, som lå i strid med paven. I Napoli skrev Valla Elegantiarum linguae Latinae libri sex (da. omtrent: "Seks bøger om det latinske sprogs elegance"), en grundlæggende stilhåndbog for at skabe normer for humanistisk brug af latin, hvor han detaljeret beskrev fordelene ved det latinske sprog.
Også Antonio Beccadelli, der i kirkelige kredse havde gjort sig hadet på grund af sin for samtiden sensationelle erotiske poesi, fik lov til at være aktiv i Napoli. Omkring ham dannede der sig en løs kreds af humanister, der i ordets bredeste forstand omtales som "Akademiet i Napoli".
Alfonsos søn og efterfølger Ferdinand 1. af Neapel (1458-1494) fortsatte med at fremme humanismen og etablerede fire humanistiske lærestole på universitetet. Den virkelige grundlægger af akademiet var Giovanni Pontano (†1503), en af de vigtigste digtere og forfattere blandt humanisterne; efter ham kaldes det Accademia Pontaniana.
Det udmærkede sig ved en særlig åbenhed og tolerance, ved en lang række tilgange og forskningsområder og blev et af de mest indflydelsesrige centre for det intellektuelle liv i Italien. Digteren Jacopo Sannazaro (†1530) var født i Napoli og arbejdede ved hoffet og i akademiet og fortsatte Pontanos tradition. Akademiet var i stand til at bevare sin position under Pietro Summonte efter Pontanos død, men i 1530'erne begyndte dets nedgang, og i 1542 blev det lukket.

### Milano
Hertugdømmet Milano – med universitetsbyen Pavia – gav under Visconti-familien (indtil 1447) en gunstig mulighed for humanismen i hertugdømmets kancelli og ved universitetet i Pavia; ellers var der ikke mange impulser. I højere grad end andre steder var humanisternes rolle i Milano at være propagandister for de regerende herskere. I den rolle fungerede Antonio Loschi, Uberto Decembrio og hans søn Pier Candido Decembrio ved hoffet.
Den mest fremtrædende humanist i hertugdømmet var Francesco Filelfo (†1481), der udmærkede sig ved sin omfattende viden om græsk sprog og litteratur og selv skrev på græsk. Man kan takke Filelfos mange studerende for en række klassiskerudgaver. Han var dog ikke forankret i Milano, men boede der kun fordi han var nødt til at forlade Firenze af politiske grunde og vendte tilbage til Firenze, da han var blevet gammel.
Under hertugslægten Sforza (fra 1450) drog humanistisk kultur nytte af det politiske og økonomiske opsving, men som centrum for det intellektuelle liv lå Milano efter Firenze, Napoli og Rom. Uroen efter den franske erobring af hertugdømmet (1500) var også ødelæggende for humanismen i Milano.

### Venedig
I Republikken Venedig var humanismen afhængig af den regerende adels formål og behov. Man ønskede stabilitet og kontinuitet, ikke de videnskabelige fejder og polemik mod den skolastiske tradition, der var almindelig andre steder. Selv om der var en vis humanistisk aktivitet i 1400-tallet, svarede den ikke til den venetianske stats politiske og økonomiske vægt. Der herskede overvejende en konservativ og konventionel grundholdning. Ganske vist blev der udført videnskabeligt arbejde, men der manglede originale ideer og stimulerende kontroverser. De venetianske humanister var forsvarere af byens aristokratiske system. Traditionel religiøsitet og aristotelisme udgjorde en stærk strømning. En typisk repræsentant for venetiansk humanisme var Francesco Barbaro (†1454).
Senere var den mest slående personlighed trykkeren og udgiveren Aldus Manutius, der arbejdede i Venedig fra 1491 til 1516 og udgav græske tekstudgaver. Hans aldinere var banebrydende i hele Europa for trykkeri- og forlagsbranchen. Hans forlag blev centrum for venetiansk humanisme. Filologerne mødtes i Manutius' Neoacademia, som var en diskussionsgruppe, ikke en fast institution.

### Andre centre
Hofferne konkurrerede kulturelt med hinanden, og her fandt humanismen mange steder generøse tilhængere. Blandt de herskere, der var åbne for humanistiske bestræbelser, kan nævnes:
- I Rimini : den dannede condottiere og mæcen Sigismondo Malatesta (†1468), som ved sit hof samlede lærde og digtere.
- I Mantua : markgreverne Gianfrancesco Gonzaga og Ludovico (Luigi) 3. Gonzaga.
- I hertugdømmet Urbino : condottiere og hertug Federico da Montefeltro (†1482), en elev af den humanistiske reformlærer Vittorino da Feltre. Han oprettede et stort bibliotek.
- I Ferrara : Niccolò 3. d'Este, Leonello d'Este og Ercole I d'Este.

### Grækere i Italien
Krisen i Det Byzantinske Rige, som sluttede med sammenbruddet i 1453 med Konstantinopels fald, fik indflydelse på italiensk humanisme. På grund af det katastrofale forløb af sammenstødene med de fremadskridende tyrker søgte de sidste byzantinske kejsere støtte i Vesten. I lyset af den desperate militære situation var de indstillet på vidtrækkende kirkepolitiske indrømmelser blandt andet en kirkeunion som imidlertid ikke blev til noget.
Græske lærde kom til Italien midlertidigt eller permanent, dels på politisk eller kirkepolitisk mission, dels for at undervise humanisterne i græsk. De bidrog til den filologiske udvikling og til oversættelse af de græske klassikere. Store mængder manuskripter blev købt af vestlige samlere eller deres opdragsgivere i det byzantinske rige inden dets undergang.
I den afsluttende fase af det byzantinske riges historie var der i Byzans ansatser til en humanisme som en del af en kulturel blomstring, den "palaiologiske renæssance", opkaldt efter den daværende kejserslægt Palaiologos. Overførslen af vestlige begreber til byzantinske forhold er imidlertid problematisk, fordi der ikke var noget kulturelt brud med en "middelalderlig" fortid i Byzans.
Karakteristisk for den "humanistiske" strømning var en bred, intensiv og systematisk undersøgelse af den antikke græske litteratur (især poesi), forbedring af det filologiske arbejde, betoning af retorikken og refleksion over antikken som forbillede. Det var dette miljø som leverede de lærde, der kom til Italien.
I Vesten var en række værker af græsktalende filosoffer oversat til latin allerede i 1200-tallet. Disse sene middelalderlige oversættelser fulgte sædvanligvis det strenge princip "ord for ord", uanset forståelighed, endsige stil.
Derfor var der et presserende behov for nye læsbare, flydende oversættelser der var forståelige selv for lægfolk, for ikke-professionelle. En stor del af den græske litteratur (herunder værker af Homer, tragedier, komedier og de fleste af Platons dialoger) blev for første gang tilgængelige i Vesten som 'humanistiske' oversættelser og udgaver.
Firenze var en del af denne pionerindsats. Den første var Manuel Chrysoloras, som kom til Firenze i 1396 som lærer i græsk sprog og litteratur. Han lagde grunden for den humanistiske oversættelsesteknik og skrev den første græske grammatik i renæssancen.
På koncilet i Ferrara/Firenze var der betydelige lærde i den byzantinske delegation, der mod slutningen af koncilet deltog i forhandlingerne 1438-39. Blandt dem var Georgios Gemistos Plethon der opfordrede til en grundig diskussion af forskellene mellem aristotelisk og platonsk filosofi og gav et skub til udbredelsen af platonisme; og Bessarion der forblev i Italien og var en indflydelsesrig kardinal og protektor for den romerske humanisme. Kredsen omkring Bessario omfattede Demetrios Chalkokondyles (†1511), som var professor i græsk og talte store humanister blandt sine elever; han udgav den første trykte Homer-udgave i 1488.
Johannes Argyropulos, der 1456 beklædte en filosofisk lærestol i Firenze, ydede grundlæggende bidrag til den græske filologi og forståelsen af Platon og Aristoteles i Italien. Theodoros Gazes og Georg von Trapezunt arbejdede i Rom på paveligt opdrag som oversættere af filosofiske, videnskabelige og patristiske værker.

### Balance mellem antikke studier og litterære resultater
De italienske humanister arbejdede hovedsagelig som forfattere, digtere og oldtidsforskere og orienterede sig til stadighed efter deres antikke forbilleder. Derfor ligger deres vigtigste resultater inden for litteratur, antikke studier og formidling af antikkens opfattelse af uddannelse, paideia.
Med hensyn til kvaliteten af det sproglig udtryk på latin satte renæssancens humanister nye standarder, som forblev gyldige ud over deres tid. Deres filologiske og litterære aktivitet var også retningsgivende for udviklingen af italiensk som litterært sprog. Talrige tidligere tabte litterære værker og historiske kilder fra antikken blev opdaget og gjort tilgængelige for offentligheden. Studiet af den klassiske oldtid blev grundlagt; både filologi og historisk forskning, herunder arkæologi, modtog retningsgivende impulser og fik den skikkelse der blev gældende for de følgende århundreder. Kravet om at gå til kilderne – til det autentiske, 'ad fontes' – blev udgangspunktet for fremkomsten af filologisk-historisk videnskab i moderne forstand. Det berørte også teologi, fordi den humanistiske filologiske tilgang også blev anvendt på Bibelen. Denne bibelforskning kaldes bibelhumanisme og blev normalt forbundet med en polemisk holdning eller aversion mod den skolastiske teologi.
Sprogfærdighederne i græsk var stadig var meget sjældne i middelalderen, men takket være de humanistiske uddannelsesbestræbelser bredte kendskabet sig, så det for første gang siden antikken i Vesten blev muligt at forstå og værdsætte den europæiske kulturs græske rødder i deres særlige egenart.
Herved blev de italienske humanisters og græske lærdes bestræbelser i Italien banebrydende. I 1500-tallet var undervisningen i græsk sprog og litteratur etableret på de større vestlige og centraleuropæiske universiteter ved oprettelsen af egne lærestole og blev på mange gymnasier en fast del af læreplanen.
Derudover vågnede interessen for hebraiske studier og studiet af orientalske sprog og kulturer samt den gamle egyptiske religion og visdom.
Det formindsker ikke de italienske humanisters indsats i opdagelsen eller fremdragelsen af antikke værker, at de klassiske manuskripter, som de især fandt i klostrenes biblioteker, hovedsagelig var middelalderlige afskrifter, eller afskrifter af afskrifter. Antikke manuskripter var meget sjældne i renæssancen, da kun få havde overlevet omvæltningerne i senantikken. Næsten al den bevarede antikke litteratur blev reddet af de af humanisterne foragtede middelalderlige munke ved afskrift ('overleveringen i klostrene', Vivarium kloster af Cassiodor).

### Skriftreform
Humanisterne kan tilskrives en grundlæggende reform af skrifttyper. Selv Petrarca argumenterede for en skrifttype, der skulle være "præcist tegnet" og "tydelig", ikke "ekstravagant" og "svulstig", og som ikke var "irriterende og trættende" for øjnene.
De italienske humanister brød sig ikke om senmiddelalderens sædvanlige brudte skrifttype. Det alternativ de valgte – den humanistiske minuskel – blev ikke udviklet fra en antik skrifttype, men blev skabt ved at efterligne den tidlige middelalderlige karolingiske minuskel, som mange af de fundne antikke manuskripter var skrevet med. Så tidligt som i 1200-tallet blev den karolingiske minuskel kaldt littera antiqua ('gammel skrift').
Coluccio Salutati og især Poggio Bracciolini bidrog til udformningen af den humanistiske minuskel, som tog form fra omkring 1400 og hvorfra den inden for bogtryk fremstod som renæssance-antikva. Niccolò Niccoli udviklede også den humanistiske kursiv, som den moderne skrivemåde er baseret på. Det blev 1501 introduceret i trykpressen af Aldus Manutius og kaldes på engelsk italic på grund af dens italienske oprindelse, på fransk italique.

### Kritik af italiensk renæssancehumanisme
I deres samtid blev renæssancehumanisterne hovedsagelig kritiseret af strengt kirkeorienterede kredse. Nogle af dem blev beskyldt for ikke at være rodfæstet i troen, for ikke at følge kirkens forskrifter, for at være epikuræere, hedninge eller at være ugudelige og føre et udsvævende og umoralsk liv, for at acceptere eller sågar praktisere homoseksualitet og at forlede ungdommen til at læse erotisk litteratur.
I moderniteten blev opmærksomheden rettet mod andre aspekter, der kan fremstå som svagheder i den humanistiske bevægelse. Nogle af dem blev allerede nævnt af Georg Voigt (†1891), en af grundlæggerne af moderne humanismeforskning. Det drejer sig hovedsagelig om følgende fænomener, der var almindelige i humanistiske kredse:
- Mange humanister lagde en overmåde selvbevidsthed for dagen, brugte deres uddannelse og formuleringsevner til en ofte umådeholden smiger og var selv modtagelig for smiger. De arbejdede for deres egen berømmelse og eftermæle, for litterær 'udødelighed'. For eksempel viste det sig i deres trang til digterkroning og -kransning, 'poeta laureatus'.

- Mange humanister var opportunistiske og kunne købes til at støtte deres velyndere. Deres retoriske og poetiske evner var til tjeneste for dem, der kunne honorere det. Hvis de tog del i konflikter, kunne et fristende tilbud formå dem til at skifte side. De mente, at de med deres veltalenhed kunne afgøre berømmelse og eftermæle for en pave, en fyrste eller en mæcen, og den mulighed udnyttede de.

- Humanisterne stredes ofte indbyrdes. Med smædeskrifter (invektiver) overfaldt de hæmningsløst hinanden, nogle gange uden synderlig anledning. Også førende, berømte humanister som Poggio, Filelfo og Valla polemiserede umådeholdent og efterlod ikke meget godt at sige om modstanderne. Modstandere fremstillede hinanden som uvidende, lastefulde og vredladne (ty. bösartig), og blandede litteraturkritik sammen med angreb på privatlivet og udstrakte endda forhånelserne til de angrebnes familier.[41]

Disse kritikpunkter gælder imidlertid ikke alle italienske humanister. Det skorter ikke på modeksempler.

### Kendte italienske humanister
Berømte italienske humanister i det 14. og 15. århundrede var
Cyriacus Ancona, Giovanni Aurispa, Ermolao Barbaro, Francesco Barbaro, Gasparino Barzizza, basinio Basini, Antonio Beccadelli, Filippo Beroaldo den Ældre, Flavio Biondo,
Giovanni Boccaccio, Poggio Bracciolini,
Leonardo Bruni, Filippo Buonaccorsi (lat. Philippus Callimachus Experiens), Giovanni di Conversino da Ravenna, Angelo Camillo Decembrio, Pier Candido Decembrio, Bartolomeo Facio, Felice Feliciano, Vittorino da Feltre,
Ficino, Francesco Filelfo,
Battista Guarino, Stefano Infessura, Cristoforo Landino, Antonio Loschi, Giannozzo Manetti, Carlo Marsuppini, Niccolo Niccoli, Matteo Palmieri, Niccolò Perotti,
Francesco Petrarca
Enea Silvio de' Piccolomini, Bartolomeo Platina, Poliziano, Julius Pomponius Lætus, Giovanni Pontano, Giovanni Conversini da Ravenna, Coluccio Salutati, Palla Strozzi, Ambrogio Traversari Lorenzo Valla, Maffeo Vegio, Pier Paolo Vergerio og Guarino da Verona.
De humanister i 1500-tallet, der opnåede berømmelse, omfatter hovedsagelig
Pietro Alcionio, Ariosto, Pietro Bembo, Gerolamo Cardano,
Francesco Guicciardini,
Francesco Robortello, Jacopo Sadoleto, Jacopo Sannazaro
og Torquato Tasso.

## Humanismen uden for Italien
Humanismen spredte sig fra Italien til hele Europa. Mange udenlandske lærde og studerende begav sig til Italien for at uddanne sig og bidrog derefter til de humanistiske ideer i deres hjemlande. Bogtrykningen og den livlige internationale korrespondance mellem humanisterne indbyrdes spillede en vigtig rolle i udbredelsen af de nye ideer. Den intensive brevvekslen fremmede fællesskabsfølelsen blandt de humanistiske lærde.
Det 16. økumeniske koncil i Konstanz 1414-1418 og de senere konciler 1431-1445 i Basel-Ferrara-Firenze førte til mange internationale møder og begunstigede humanismens fremmarch.
Modtagelsen af de nye ideer var meget forskellig i de enkelte lande. Det viste sig ved den forskellige hastighed og intensitet i modtagelsen af humanistiske impulser og også af det faktum, at i nogle regioner i Europa var man kun lydhør over for bestemte dele og aspekter af humanistisk tankegods og livsfølelse (ty. Lebensgefühls). Nogle steder var modstanden fra konservative kirkeorienterede kredse stærk. Det var også forskellige dele af befolkningen, der kom i betragtning som bærere af en humanistisk bevægelse i de enkelte lande. Humanismen måtte således tilpasse sig regionale forhold og behov og overvinde landespecifik modstand. På forskellige måder forbandt humanistisk historiografi og historisk forskning sig med nationale bestræbelser i de enkelte lande.
Mens moderne fremstillinger af den italienske renæssancehumanisme kun lader den gå til første halvdel af 16. århundrede, peger forskningen nord for Alperne på kontinuitet frem til det tidlige 1600-tal. I den tysksprogede forskning er udtrykket "senhumanisme" blevet anvendt om den centraleuropæiske uddannelses- og kulturhistorie i perioden mellem 1550 og ca. 1620. Den tidsmæssige afgrænsning af senhumanismen og dens egenart som epoke er dog omstridt.

### Det tyske sprogområde og Nederlandene
I tysktalende lande spredte humanistiske studier sig fra midten af 1400-tallet, overalt med italienerne som forbillede.
De litterære bestræbelser hos humanisterne nord for Alperne var baseret på de italienske forlæg, der blev imiteret.
En nøglerolle spillede den italienske humanist Enea Silvio de' Piccolomini, der før han blev valgt til pave som Pius 2. arbejdede i Wien 1443-1455 som diplomat og sekretær for Frederik 3.
Han blev den førende figur for den humanistiske bevægelse i Centraleuropa. Hans indflydelse blev udvidet til Tyskland, Bøhmen og Schweiz. I Tyskland blev han betragtet som et stilistisk forbillede og var indtil slutningen af 1400-tallet den mest indflydelsesrige humanistiske forfatter.
I første fase var hofferne og kancellierne de primære centre for humanismen nord for Alperne. Et betydeligt bidrag til udbredelsen blev gjort af tyskere, der havde studeret i Italien og derfra bragte antikke og latinske humanistiske tekster med tilbage og spredte dem i den tysktalende verden. Et eksempel på denne tilegnelse af pædagogisk indhold kan ses i Thomas Pirckheimers tekstsamling.
I breve og taler udfoldede de tyske humanister deres nye kommunikationsstil.
Et populært tema var lovprisning af det tyske – 'Deutschenlob' – lovprisning af hvad man anså for typiske tyske dyder: loyalitet, mod, standhaftighed, fromhed og enkelhed (simplicitas forstået som ufordærvethed, naturlighed).
Disse kvaliteter blev oprindeligt tilskrevet tyskerne af italienske lærde, der derved greb tilbage til antikkens 'topoi', litterære emneområder.
Fra midten af 1400-tallet blev disse kvaliteter overtaget af tyske universitetsfolk som selvevaluering, og i de følgende år dominerede de den humanistiske diskurs om tysk identitet. På den måde understregede humanisterne at tyskerne besad kejserriget, imperium og dermed havde forrang i Europa. De hævdede at adelstanden var af tysk oprindelse, og at tyskerne var italienere og franskmænd moralsk overlegne. Man roste også den tyske opfinderånd og henviste gerne til opfindelsen af bogtrykkerkunsten, som blev betragtet som en kollektiv tysk præstation. I teorien gjaldt den nationale overlegenhed alle tyskere, men faktisk havde humanisterne kun eliten i tankerne.
På tyske universiteter var der ansat tyske og italienske "omvandrende humanister", "Wanderhumanisten", blandt dem den humanistiske foregangsmand Peter Luder (†1472). Humanisternes opgør med den skolastiske tradition, som de betragtede som "barbarisk", var hårdere og skarpere end i Italien, da skolastikken var stærkt forankret på universiteterne og dens forsvarere kun langsomt veg tilbage. Der var en række konflikter, der førte til fremkomsten af en rig polemisk litteratur. Et højdepunkt nåede disse udvekslinger med polemikken om udgivelsen af de satiriske "Dunkelmännerbriefe", Epistolæ obscurorum virorum ('mørkemandsbreve', 'mørkemændenes breve', 'breve fra ukendte mænd'), som hånede antihumanisterne og fra 1515 vakte betydeligt røre.
I Tyskland og Nederlandene var Rudolf Agricola (†1485) og Konrad Celtis (†1508) de første fremstående repræsentanter for en uafhængig humanisme, frigjort fra de italienske forbilleder. Celtis var den første betydningsfulde neolatinske digter i Tyskland. Han var midtpunkt i et omfattende netværk af kontakter og venskaber, som han skabte på sine omfattende rejser og holdt vedlige gennem korrespondance. Hans projekt Germania illustrata – en geografisk, historiografisk og etnologisk beskrivelse af Tyskland – blev aldrig færdiggjort, men de foreløbige undersøgelser fik betydelig eftervirkning. Ved at stifte videnskabelige samfund (sodalitates) i en række byer styrkede han sammenhængen mellem humanisterne.
Maximilian 1. blev 1486 valgt til tysk-romersk konge og fremmede som mæcen den humanistiske bevægelse og fandt blandt humanisterne tilhængere der i skrifter støttede ham i at forfølge sine politiske mål. I Wien grundlagde Maximilian 1501 et humanistisk 'digterkollegium' (ty. 'Poetenkolleg') med Celtis som leder; det hørte under universitetet og havde fire lærere (for poesi, retorik, matematik og astronomi). Man afsluttede ikke med en traditionel akademisk grad, men med en digterkroning, 'poeta laureatus'.
I begyndelsen af 1500-tallet århundrede var nederlænderen Erasmus af Rotterdam den mest respekterede og indflydelsesrige humanist nord for Alperne. Af stor betydning var hans bestræbelse på at tilvejebringe en ren, uforfalsket version af Det Nye Testamente ved at gribe tilbage til den græske tekst.
Blandt lederne af den humanistiske bevægelse i Tyskland var på det tidspunkt juristerne Konrad Peutinger (1465-1547) og Willibald Pirckheimer (1470-1530), historikerne Johannes Aventinus (1477-1534) og Jacob Wimpheling (1450-1528), filosof, hellenist og hebraist Johannes Reuchlin (1455-1522), journalisten Ulrich von Hutten (1488-1523) og historiker og filolog Beatus Rhenanus (1485-1547). Ulrich von Hutten var den mest fremtrædende repræsentant for en militant politisk humanisme; han kombinerede humanistisk lærdom med patriotiske mål og kulturpolitisk nationalisme.
I den næste generation indtog den græskkyndige uddannelsesreformator Philipp Melanchthon (1497-1560) en fremtrædende position. Han blev kaldt Praeceptor Germaniae ('Tysklands læremester'). Som videnskabelig organisator fik han varig indflydelse på organiseringen af skoler og universiteter i det protestantiske område, og som forfatter til skole- og studiebøger blev han vejvisende for didaktikken. Han påvirkede også Martin Luther i humanistisk retning.

### Frankrig
Petrarca (†1374) tilbragte en stor del af sit liv i Frankrig. Hans polemik mod fransk kultur, som han betragtede som underlegen, fremprovokerede voldsom protest fra franske lærde. Petrarca hævdede, at der ikke fandtes talere og digtere uden for Italien og derfor ingen uddannelse i humanistisk forstand.
Humanismen fik ikke fod i Frankrig før mod slutningen af det 14. århundrede. En pioner var Nicholas af Clamanges (†1437), der underviste i retorik fra 1381 på Collège de Navarre og fik stor anerkendelse. Han var sin tids eneste store stilist i Frankrig. I sine senere år fjernede han sig imidlertid fra humanismen. Hans samtidige Jean de Montreuil (1354-1418) tog mere vedvarende de humanistiske idealer til sig.
Uroen i forbindelse med hundredårskrigen hæmmede udviklingen af humanismen, og efter kampenes afslutning blomstrede den fra midten af det 15. århundrede. Det væsentligste bidrag var af retoriklæreren Guillaume Fichet (†1480), der indrettede det første trykkeri i Paris og 1471 udgav en lærebog i retorik. Fichets elev Robert Gaguin (†1501) fortsatte hans arbejde og erstattede ham som leder af den parisiske humanisme. Mange italienske humanister, der opholdt sig midlertidigt i Paris, gav betydelige impulser. Janos Laskaris (†1534), en græsk humanist, bidrog med den neoplatonistiske strømning i italiensk humanisme og gav de franske humanister kendskab til græsk.
Klassiske studier fik et opsving i Frankrig ved indsatsen af Jacques Lefevre d'Étaples (latiniseret til Jacobus Faber Stapulensis, †1536), som bidrog med blandt andet tekstudgaver, oversættelser og kommentarer til kendskabet og studiet af Aristoteles.
Han bedrev også filologiske bibelstudier, som gav ham fjender blandt teologer i Paris. En vigtig oldtidsforsker var også Guillaume Budé (1468-1540), der som græskkyndig og organisator var den franske humanisme til stor nytte. Hans forskning inden for romerretten og hans arbejde
De asse et partibus eius, 1515 (da. 'Om as'en og dens dele'. As: en romersk mønt) som var en undersøgelse af møntvæsenet og enhederne i oldtiden; den var samtidig en økonomi- og socialhistorie. Budé var sekretær for kongerne Karl 8. og Frans 1. og brugte sit embede til at fremme humanismen. Som chef for det kongelige bibliotek, som senere blev nationalbibliotek (Bibliothèque nationale de France), bidrog han til dets udvidelse. Det var hovedsagelig på hans initiativ, at Collège Royal (det senere Collège de France) blev grundlagt og blev et vigtigt center for humanisme. Collège Royal dannede en modpol til den antihumanistiske strømning ved Paris' universitet, hvis repræsentanter var konservative teologer. Blandt de litterære humanister var poeten og forfatteren Jean Lemaire de Belges, som var inspireret af den italienske renæssancedigtning. Politisk og kulturelt indtog han en nationalistisk holdning som Budé og mange andre franske humanister.
Kong Frans 1. som regerede fra 1515 til 1547, blev af sine samtidige betragtet en vigtig protektor for fransk humanisme. Mange forfattere fra det 16. århundrede betragtede den blomstrende humanistiske uddannelse som hans fortjeneste.

### England
I England var der allerede i begyndelsen af 1300-tallet tilløb til præhumanistisk tænkning hos franciskanerne. Den egentlige humanisme blev dog først introduceret i 1400-tallet under fransk og italiensk, og i det sene 1400-tal også burgundisk-nederlandsk indflydelse. Hertug Humphrey of Gloucester (1390-1447) var en vigtig foregangsmand, og i begyndelsen af 1500-tallet var det især Erasmus af Rotterdam, der gav impulserne.
Blandt andet også takket være italienske humanisters undervisning satte den humanistiske tænkning sig langsomt igennem på universiteterne i løbet af 1400-tallet mod den skolastiske tradition, men mødte ofte bitter modstand fra konservative kredse.
Samtidig blev der etableret mange ikke-kirkelige uddannelsesinstitutioner (gymnasier, grammatikskoler), som konkurrerede med de gamle skoler knyttet til kirken.
Mod slutningen af århundredet og efter århundredeskiftet indtraf der et markant opsving i det humanistiske uddannelsessystem. Blandt de førende var en ven af Erasmus af Rotterdam John Colet (1467-1519), der havde studeret i Italien og som siden grundlagde skoler. Den ligeledes i Italien uddannede kongelige hoflæge Thomas Linacre (†1524) udbredte viden om oldtidens medicinske litteratur blandt sine kolleger. Linacres ven William Grocyn (†1519) bragte bibelhumanismen til England. Den mest berømte repræsentant for engelsk humanisme var statsmanden og forfatteren Thomas More (†1535), der arbejdede som kongelig sekretær og diplomat, og som Lord Chancellor fra 1529 havde en ledende stilling. Mores elev Thomas Elyot offentliggjorde 1531 det statsteoretiske og moralfilosofiske skrift The Boke named the Governour , hvor han fremlagde humanistiske uddannelsesprincipper, som bidrog til udformningen af 'gentleman'-ideen i 1500-tallet.
I den politiske teori kom de stærkeste impulser i 1500-tallet fra platonismen. De engelske humanister gik ind for Platons lære om en god og retfærdig stat. De retfærdiggjorde den eksisterende aristokratiske samfundsorden og forsøgte at forbedre den ved at anbefale en omhyggelig undervisning af adelens børn efter humanistiske principper. Humanistisk uddannelse burde være et af kendetegnene for en gentleman og en politisk leder. Denne hældning mod et meritokratisk værdisystem var ikke let forenelig med det princip at arveadelen skulle stå for landets styrelse.
Spørgsmålet for humanisterne var om erhvervelsen af humanistisk uddannelse kunne føre til stillinger, der normalt var forbeholdt adelige, og hvorvidt et ikke uddannelsesvilligt medlem af den herskende aristokratiske klasse risikerede sin arvede sociale status, og om i sidste ende uddannelse eller afstamning var afgørende. Svarene var forskellige.

### Den Iberiske Halvø
På den iberiske halvø var de sociale og uddannelsesmæssige forudsætninger for udviklingen af humanismen ikke så gunstige som i Frankrig og Centraleuropa og fik derfor mindre indflyselse der.
Selv om der i 1400-tallet var lejlighedsvise konflikter mellem humanister og skolastiske teologer, forblev deres betydning på den iberiske halvø begrænset, da den spanske humanisme stadig var for svag til at udfordre de skolastiske opfattelser. Der indtraf en ændring da Antonio de Nebrija kom tilbage fra Italien i 1470 og i 1473 begyndte at undervise ved universitetet i Salamanca. Han ønskede at genoprette antikkens latin, og hans intention med sprogrensningen gjaldt også Bibelen, hvilket bragte storinkvisitoren Diego de Deza på banen; 1505/1506 blev Nebrijas skrifter konfiskeret, men han fandt dog en beskytter i kardinal Gonzalo Jiménez de Cisneros.
I Catalonien blev tilstrømningen af humanistiske ideer begunstiget af Aragoniens krones ekspansionpolitik der resulterede i en politisk forbindelse med det sydlige Italien, men det kom dog ikke til nogen udbredt indoptagelse af humanistisk tankegods. Oversættelse af antikkens litteratur til folkesprogene begyndte i 1300-tallet. Juan Fernández de Heredia (†1396) igangsatte oversættelser af værker af græske forfattere som Thukydid og Plutarch til aragonsk.
Af antikke latinske værker var det især moralfilosofiske værker der blev oversat til spansk, blandt andet Seneca (den yngre?). I Kongeriget Castilien lagde digterne Juan de Mena (†1456) og Iñigo López de Mendoza (†1458) grunden til castiliansk poesi med forbillede i den italienske humanistiske poesi, som siden er blevet klassikere.
I slutningen af 1400-tallet og begyndelsen af 1500-tallet under katolske monarker oplevede humanismen en blomstring. En betydelig spansk humanist var den i Italien uddannede retorikprofessor Elio Antonio de Nebrija (†1522), som med sin 1481 offentliggjorte lærebog Introductiones Latinae fremmede den humanistiske reform af latinundervisningen, udarbejdede en latinsk-spansk og spansk-latinsk ordbog og 1492 offentliggjorde den første grammatik for det castilianske sprog. 1508 blev der oprettet et institut for latin, græsk og hebraisk på det i 1499 grundlagte universitet i Alcalá.
Endnu senere end i Spanien – først i slutningen af 1400-tallet – fik humanismen fodfæste i Portugal. Portugisiske studerende bragte humanistiske ideer tilbage fra Italien og Frankrig til deres hjemland. Der var isolerede kontakter med italiensk humanisme allerede i første halvdel af 1400-tallet. Den sicilianske omvandrende lærde ("Wanderhumanist") og digter Cataldo Parisius levede fra 1485 som sekretær og hoflærer (prinseopdrager) ved det portugisiske hof i Lissabon, hvor han introducerede humanistisk poesi. Estêvão Cavaleiro (latin Stephanus Eques) skrev en humanistisk latinsk grammatik, som han offentliggjorde i 1493 og brystede sig af at have befriet landet for det tidligere herskende barbari. Det blev i den følgende tid en yndet beskæftigelse at sammenligne portugisisk og latin for at bedømme eller afgøre hvad der var at foretrække.

### Ungarn og Kroatien
I Ungarn var der tidligt berøringer med italiensk humanisme. Kontakterne blev begunstiget af, at Huset Anjou (Anjou) – der herskede i Kongeriget Napoli – også i 1300-tallet sad på den ungarske trone i lang tid, hvilket resulterede i tætte forbindelser med Italien.
Under kong Sigismund (1387-1437) var udenlandske humanister aktive som diplomater i den ungarske hovedstad Buda. En nøglerolle i fremkomsten af ungarsk humanisme spillede den italienske humanist Pietro Paolo Vergerio (†1444), der opholdt sig længe i Buda. Hans vigtigste elev var den kroatiske Johann Vitez (János Vitéz de Zredna, †1472), der udviklede en omfattende filologisk og litterær aktivitet og bidrog til opblomstringen af ungarsk humanisme. Vitez' nevø Janus Pannonius (†1472) var en berømt humanistisk digter.
Vitez var blandt dem der underviste kong Matthias Corvinus (1458-1490), som blev en betydelig fortaler for humanismen i Ungarn. Kongen omgav sig med italienske og hjemlige humanister og grundlagde Bibliotheca Corviniana, et af de største biblioteker i renæssancen.
I 1500-tallet hørte Johannes Sylvester (János Sylvester, aktiv o. 1530-50)  til de fremtrædende humanister i Ungarn. Han var en del af den strømning, der var orienteret mod Erasmus. Hans værker omfatter en ungarsk oversættelse af Det Nye Testamente og Grammatica Hungaro-Latina ("Ungarsk-latinsk grammatik"), den første grammatik til det ungarske sprog.
I Kroatien overskyggede den tyrkiske trussel også det åndelige liv. Kroatiens humanister involverede sig i modstanden mod det osmanniske riges ekspansion og skrev talrige latinske taler "imod tyrkerne". Den fælles frontstilling mod de muslimske tyrker affødte en stærk bevidsthed af samhørighed mellem de kristne stater, og den kristne tradition blev fremhævet. Blandt de betydelige repræsentanter for humanismen i Kroatien var digteren Marko Marulić (latiniseret til Marcus Marullus, 1450-1524), der betragtes som "kroatisk litteraturs fader".

### Polen
I Polen begyndte den humanistiske aktivitet i 1400-tallet. I 1406 blev den første polske lærestol i retorik oprettet ved universitetet i Krakow. Fra 1430'erne fandt værker af italienske humanister en voksende læserkreds, og omkring midten af århundredet begyndte en indenlandsk poetisk produktion på latin. En fremtrædende repræsentant for polsk humanistisk historiografi var Jan Długosz (1415-1480). Omkring midten af 1400-tallet fandtes der ved universitetet i Krakow et humanistisk uddannelsesprogram; dog gjorde den skolastiske tradition sig stadig gældende i 1500-tallet.
I 1470 flygtede den italienske humanist Filippo Buonaccorsi (latin Philippus Callimachus Experiens) til Polen. Han var i Rom blevet mistænkt for at have del i en sammensværgelse mod paven. Hans ankomst indvarslede en ny fase i udviklingen af polsk humanisme. Som en statsmand, der nød de polske kongers tillid, bidrog han til udformningen af polsk indenrigs- og udenrigspolitik.
Påvirket af Konrad Celtis (†1508) og den florentinske neoplatonisme var digteren Laurentius Corvinus (†1527), der skrev en lærebog til det latinske sprog og sørgede for spredningen af humanismen i hjemlandet Schlesien. Johannes a Lasco var elev af Erasmus og bragte hans variant af humanismen til Polen.

### Böhmen og Mähren
I Böhmen fik italiensk humanisme en begrænset modtagelse med Johannes af Neumarkt (†1380), kansler hos Karl 4. der 1347 var blevet konge af Bøhmen og som gjorde residensbyen Prag til et kulturcenter. Johannes beundrede Petrarca, som han korresponderede med. Også Karls hofdigter Heinrich von Mügeln (1319-1380) var påvirket af humanismen. Stilen i det kejserlige kancelli og litterære tekster fra denne periode var stadig præget af den middelalderlige tradition og sprogligt ikke på niveau med den samtidige italienske humanisme.
I 1400-tallet og det tidlige 1500-tal var de mest betydelige repræsentanter for den böhmiske humanisme diplomaten Johannes von Rabenstein (Rabstein, Jan Pflug z Rabštejna, 1437-1473), der havde studeret i Italien og som opbyggede et stort bibliotek.
Den ligeledes i Italien uddannede, digteren Bohuslav Hasištejnský z Lobkovic (Bohuslaus Hassensteinius, 1461-1510), hvis latinske breve også værdsættes i dag på grund af stilen. Desuden digteren og forfatteren jan Šlechta ze Všehrd (1466-1525).
Den betydeligste humanist i Mähren var Augustin Olomoucký (1467-1513). Den mähriske humanisme modtog impulser fra Konrad Celtis, der 1504 opholdt sig i Olomouc hvor der opstod en 'humanismekreds' Sodalitas Marcomannica som også blev kaldt Sodalitas Maierhofiana.

## Den humanistiske uddannelsesreform og dens virkninger
Det største anliggende for renæssancens humanisme var uddannelses- og videnskabsreform. Eftervirkninger gælder – betragtet uafhængigt af renæssancens generelle eftervirkninger – primært inden for pædagogiske og videnskabelige områder, især den generelle forbedring af uddannelsesniveauet inden for sproglige og historiske områder og fremkomsten af et nyt uddannet lag i byerne (ty. 'einer neuen stadtbürgerlichen Bildungsschicht'). Humanisterne samarbejdede med fyrster og andre mæcener om at skabe biblioteker og uddannelsesinstitutioner. I talrige 'lærde selskaber', akademier, udviklede man former for intellektuel udveksling og samarbejde der pegede fremad.
På universiteterne var humanismen i 1400-tallet stadig stort set begrænset til artes liberales, 'de frie kunster' . Teologer, jurister og læger måtte gennemføre en propædeutisk grad, før de kunne påbegynde deres fag. Som følge heraf fik den humanistiske uddannelse stor indflydelse. I 1500-tallet vandt den humanistiske måde at tænke og arbejde på mere og mere indflydelse på andre fakulteter.
I nogle uddannelsesinstitutioner indførtes – ud over en grundlæggende forbedret undervisning i latin – også studiet af græsk og hebraisk. Her viste Collegium trilingue ('Det tresprogede institut') i Leuven vejen; det begyndte undervisning i 1518.

### Medicinsk humanisme
På de medicinske fakulteter steg kravet om at besinde sig på de autentiske græske kilder. Udelukkende at stole på de gamle medicinske autoriteter ("medicinsk humanisme") ville betyde at man skulle vende sig bort fra de arabiske forfattere, der havde spillet en vigtig rolle i middelaldermedicinen. Takket være den filologiske og videnskabshistoriske udvikling til forståelsen af de oprindelige tekster viste det sig imidlertid, at modsætningerne mellem de antikke forfattere var større end den præhumanistiske harmoniserende tradition havde gjort klart. Således blev klassikernes autoritet betvivlet. Denne udvikling bidrog til, at man i stedet for tiltroen til den "gamle" myndighed i løbet af tidlig moderne tid i stigende grad orienterede sig mod empiriske fakta.

### Humanismen inden for retsvidenskaben
Den italienske humanisme var fra begyndelsen – selv hos Petrarca – i skarp modsætning til retsvidenskaben. Humanisternes kritik af skolastikken fandt her en bred angrebsflade, fordi svaghederne i den skolastiske fremgangsmåde var særlig tydelig på dette område.
Retsvæsenet var ved den tiltagende aktivitet hos glossatorer og kommentatorer – der arbejdede inden for romerretten – og dekretalister – retslærde der arbejdede inden for kanonisk ret på grundlag af Decretum Gratiani – blevet mere kompliceret og mindre gennemsigtig, og det var fra et humanistisk synspunkt fuld af finesser og livsfjern formalisme.
Kommentarer af den førende skolastiske civilretsekspert Bartolus de Saxoferrato (†1357) fik en sådan autoritet, at de – nogle steder endda formelt – fik retskraft. Den oprindelige retskilde, den antikke Corpus iuris civilis, blev i humanisternes øjne sløret eller skjult af mængden af middelalderlige kommentarer. Derudover beklagede man teksternes sproglige klodsethed.
I Italien viste juriststanden sig konservativ og utilgængelig for humanistisk kritik. Derfor begyndte den humanistiske reform af retsvidenskaben nord for Alperne og først i begyndelsen af 1500-tallet. Da initiativet kom fra Frankrig, hvor den humanistiske jurist Guillaume Budé spillede en central rolle, kaldte man den nye juridiske doktrin mos gallicus ("den franske tilgang") for at skelne fra den traditionelle undervisning hos de italienske skolastikere, mos italicus. Budé opfattede filologi som den grundlæggende videnskab par excellence. I mos gallicus brugte man den humanistiske opfordring at vende tilbage til kilderne, til Corpus iuris civilis såvel som til andre kilder for at udsætte dem for tekstmæssig kritik.
Et af hovedformålene med humanismen inden for retsvidenskaben var at eliminere troen på kommentarernes autoritet og dermed gøre den overførte viden mere forståelig. I stedet for kommentatorernes opfattelser skulle dét træde i stedet, som ud fra en filologisk renset kildetekst mere direkte var betydningen som resultat af en fornuftig overvejelse.
Inden for retspraksis kunne mos gallicus, der var udformet på grundlag filologiske kriterier, næppe erstatte den praksisorienterede lokale sædvaneret mos italicus, så det endte med en adskillelse af teori og praksis. På universiteterne blev teorien doceret som 'professorjura' (ty. 'Professorenrecht'). Praksis så imidlertid anderledes ud.
I løbet af 1500-tallet spredte mos gallicus sig til det tysktalende område, men fandt kun i meget begrænset omfang anvendelse her.
Den betydeligste humanistiske jurist i Tyskland var Ulrich Zasius (1461-1535), der lagde grundlaget for en uafhængig tysk retspraksis.

### Pædagogik
En af de førende humanistiske uddannelsesteoretikere var Pietro Paolo Vergerio (†1444), der betragtede historisk viden som endnu vigtigere end moralfilosofisk og retorisk viden. Vittorino da Feltre (1378-1446) og Guarino da Verona (1370-1460) udarbejdede og praktiserede reformundervisning, der skulle gælde som forbillede.
De humanister, der beskæftigede sig med pædagogisk teori (didaktik), formulerede i deres skrifter det nye pædagogiske ideal. De gik ud fra den første bog i Marcus Fabius Quintilians genfundne manuskript Institutio oratoria og fra en afhandling der tilskrives Plutarch "Om børneopdragelse". Den vigtigste pædagogiske teoretiker i 1400-tallet, Maffeo Vegio, skrev en omfattende redegørelse om moralpædagogik. Han understregede at efterligning af et forbillede var vigtigere end instruktion og formaning. Rudolf Agricola (†1485), Erasmus af Rotterdam (†1536) og Jakob Wimpheling (1450-1528) var de betydeligste bidragydere til en humanistisk pædagogik i den tysktalende verden. Gradvist blev det skolastiske skolesystem erstattet af et humanistisk.
Den humanistiske uddannelse og opdragelse var samlet set mildere og præget af mere overbærenhed end den middelalderlige, hvilket blandt andet skyldes indflydelsen fra Pseudo-Plutarchs bog "Om opdragelse af børn". De humanistiske lærere understregede dog også det skadelige ved overdreven overbærenhed.
I undervisningen indgik også en appel til ambition og opfordring til rivalisering.
Da reformationen på sin egen måde søgte en tilbagevenden til det oprindelige og autentiske ('ad fontes') og bekæmpede skolastikken, var der overensstemmelser med humanistiske mål. Idéen om en uddannelse, der skulle placere kendskabet til de gamle sprog i centrum, blev formuleret og realiseret på den protestantiske side af den humanistiske teolog Philipp Melanchthon (1497-1560). Som Praeceptor Germaniae ("Lehrmeister Deutschlands", 'Tysklands lærer') blev han organisator af det protestantiske skole- og universitetssystem. Et lignende uddannelseskoncept havde den schweiziske reformator Ulrich Zwingli (1484-1531). Udskiftningen af det sædvanlige kirkelige skolesystem med et lokalt (ty. ein kommunales) i de protestantiske områder imødekom et af humanisternes krav.
På katolsk side fremstod den spanske humanist Juan Luis Vives (1492-1540) som pioner for en uddannelsesreform. Han understregede betydningen af historieundervisning og opfordrede til en undervisning der tog hensyn til elevernes individuelle evner. I de lande hvor modreformationen havde succes, fik jesuiterskolerne indflydelse fra anden halvdel af 1500-tallet, hvilket bidrog til en vis ensartethed i skolesystemet. Det latinsprogede 'Jesuitteater' tjente til fremme af en jesuitisk uddannelse, hvor humanistiske uddannelsesmål var knyttet sammen med katolske.
Såvel i jesuiterskolerne som i de latinskoler der var knyttet til fyrstehusene og byerne havde latin forrang, og der blev lagt stor vægt på veltalenhed, eloquentia.
Det meste af tiden og indsatsen blev brugt på latin; græsk og hebraisk fik langt mindre opmærksomhed. På latinskolerne blev der sædvanligvis kun formidlet et beskedent grundlag i disse to sprog. Forsømt eller helt undladt var matematik, videnskab, modersmål og moderne fremmedsprog. På trods af at humanisterne satte historieundervisning højt, blev der sædvanligvis kun undervist heri i forbindelse med latinundervisning. Den ensidighed, der fastlagde det europæiske uddannelsessystem frem til det 18. århundrede og i nogle tilfælde endnu længere, var også en vigtig del af den humanistiske arv.

## Humanisme og kunst
Humanisterne satte stor pris på æstetik. De var overbeviste om, at det skønne går hånd i hånd med det værdifulde, det moralsk rigtige og det sande. Denne grundholdning gjaldt ikke kun sprog og litteratur, men alle områder af kunst og livsførelse. Som på andre områder blev de klassiske kriterier og værdier også anvendt inden for billedkunst.
I humanistiske kredse herskede den idé, at humanismens litterære fornyelse af den antikke pragt (ty. Glanz) korresponderede med en parallel genoplivning af maleriet efter en mørk forfaldstid. Man roste Giotto (†1337), som havde genoprettet maleriet til dets tidligere værdighed. Hans præstationer var at sidestille med hans yngre samtidige Petrarca. Imidlertid kunne man ikke tilbageføre Giottos stil til efterligning af klassiske forbilleder.
Humanismen udøvede stor appel på mange kunstnere der havde forbindelse med humanister. Der kan dog kun tales om konkrete virkninger af humanismen på kunst, hvor antik æstetisk teori blev betydningsfuld for den kunstneriske skaben, og den humanistiske appel fra antikkens forbilleder blev udvidet til kunstværker. Det var især tilfældet inden for arkitektur.
Den klassiker der satte målestokken var Vitruv (†25 f.Kr.), som havde udviklet en omfattende teori om arkitektur i De architectura  som dog kun delvis svarede til den romerske byggepraksis på hans tid. Vitruv havde været kendt gennem hele middelalderen, så opdagelsen af et manuskript af ham i Sankt Gallen af Poggio Bracciolini i 1416 var ikke sensationelt (det var formodentlig ikke den antikke original).
Den intensitet med hvilken humanister og kunstnere (undertiden sammen) i 1400-tallet og 1500-tallet beskæftigede sig med Vitruv i mange kulturelle centre i Italien var imidlertid betydningsfuld. De overtog hans begreber, ideer og æstetiske standarder, så man kan tale om en "vitruvianisme" i italiensk renæssancearkitektur. Humanist og arkitekt Giovanni Giocondo (1433-1515) udgav 1511 i Venedig en illustreret Vitruv-udgave, og i de følgende år blev Vitruvs arbejde også tilgængelig i italiensk oversættelse. I 1542 blev Accademia delle Virtù etableret i Rom med det formål at tage vare på 'vitruvianismen' (arven fra Vitruv).
Blandt de kunstnere, der studerede Vitruv var arkitekt, arkitektur- og kunstteoretiker Leon Battista Alberti, Lorenzo Ghiberti, Bramante, Raphael og (under sit ophold i Italien) Albrecht Dürer. Leonardo da Vinci henviste også til Vitruv i sin berømte skitse af de menneskelige proportioner. Den førende arkitekt og arkitekturteoretiker Andrea Palladio (†1580) udviklede sine egne ideer i forbindelse med sit arbejde med Vitruvs teori. Han samarbejdede med humanist og Vitruv-kommentator Daniele Barbaro (†1570).
Man søgte analogier mellem principperne for billedkunst og sprogkunst. De kunstnere der var involveret i kunstteori, som Lorenzo Ghiberti (†1455) og Leon Battista Alberti (†1572), krævede uddannelse af billedkunstnere i de liberale kunstarter (artes liberales), dvs. deres integration i det humanistiske uddannelsessystem.
Alberti, der som artikekt planlagde at bygge en ideel by med utopiske træk, kombinerede sin arkitektoniske vision med en statsopfattelse. I hans kunstteori fremstår kunstnerisk skønhed som et synligt udtryk for en åndelig orden, der ligger til grund for hans idealstat, som igen er et kunstværk. Kunsten sættes på et moralsk fundament, den har i det væsentlige at bidrage til en god livsførelse for at opnå den dyd, som alle menneskelige bestræbelser bør sigte mod.
Også inden for maleri og skulptur spillede genbearbejdningen af antikken en nøglerolle:
- Nye teorier opstod i konfrontationen med antik kunstlitteratur. Banebrydende var afhandlingerne af Leon Battista Alberti De pictura (1435, "Om malerkunsten", med fremstilling af front- eller centralperspektivet) [note 26] og De statua ("Om statuen" 1464). Albertis skrift om maleriet påvirkede Leonardo da Vincis Trattato della pittura.

- Hvor det ikke var muligt ved selvsyn at stifte bekendtskab med de antikke værker, studerede malere og billedhuggere dem via mønster- eller modelbøger – bøger med forbilleder – og i det 16. århundrede via trykgrafikken. Michelangelos monumentale statue af David (1501-04) er et de værker der vidner om kunstnernes beskæftigelse med antikke forbilleder.

- Gamle motiver blev samlet op og præsenteret på en sådan måde, at de udsendte et humanistisk budskab. Således skabte maleren Raphael (†1520) freskoen Scuola di Atene (Skolen i Athen), der viser ledende personligheder i den antikke kulturhistorie med Platon og Aristoteles som midtpunkt, en forherligelse af antik videnskab og filosofi.

## Modtagelse, eftervirkninger

### 1600-tallet og 1700-tallet
Filosofen René Descartes (1596-1650) indtog en radikal anti-humanistisk holdning. Han betragtede humanistiske studier som overflødige og endda skadelige, afviste humanismens filosofiske betydning og modsatte sig den positive vurdering der var tillagt retorikken, hvis suggestive karakter han mente stod i vejen for tankens klarhed.
Den humanistiske tradition, der havde udviklet sig inden for uddannelsesvæsenet, gav mulighed for kritik. Et yndet mål for spotteri var en figur som den pedantiske, verdensfjerne skole- eller universitetslærer, som man anklagede for hans uddannelses sterilitet, hans fiksering på boglig viden såvel som hans arrogance og livsuduelighed.
Den stigende interesse for naturvidenskab og den dermed forbundne fremskridtsbevidsthed førte til tvivl om antikkens anvendelighed som absolut forbillede. Sådanne indvendinger reducerede humanistiske værdier noget, men kunne ikke true deres forrang i uddannelsen. Inden for humaniora forblev historieopfattelsen (ty. Geschichtsbild) og humanisternes værdisystem fremherskende: middelalderen blev devalueret i forhold til antikken og den moderne æra. Den klassiske antik fastholdt sin normative rang.
I slutningen af 1600-tallet så indflydelsesrige personer som historikeren Christoph Cellarius (†1707) og oplysningsforfatteren Pierre Bayle (†1706) et vigtigt fremskridt deri, at renæssancehumanisterne vendte sig bort fra middelalderlig tænkning. Humanistisk uddannelse var fortsat uundværlig. Også i 1700-tallet havde oplysningens talsmænd en negativ vurdering af middelalderen med en velvillig vurdering af renæssancehumanismen og dens uddannelsesmæssige ideal.
En 'nyhumanisme' udviklede sig i løbet af 1700-tallet som en del af oplysningen. Man ville lægge stærkere vægt på det græske ud over den stadig intensivt dyrkede latin. Tilhængerne afviste opfattelsen hos filantropinisterne, som på den tid havde skabt en 'realskole' og som ønskede at nedprioritere latin til fordel for undervisning i nyere sprog, naturvidenskab og erhvervsuddannelse. Arkæolog og kunsthistoriker Johann Joachim Winckelmann (1717-1768) gik ind for det græskes (ty. Griechentums) absolutte prioritet. Til ledende nyhumanister regnes Johann Matthias Gesner (1691-1761) og Christian Gottlob Heyne (1729-1812).

### Moderne
Nyhumanisternes indsats kulminerede i Weimarklassicismens pædagogiske ideal, som på ny fremhævede antikkens eksemplariske karakter.
En af nyhumanismens frugter var grundlæggelsen af en moderne oldtidsvidenskab af Friedrich August Wolf (1759-1824). Wolfs forestilling om en omfattende videnskab, der skulle behandle den "klassiske" antik – hvis kerne var beherskelse af de klassiske sprog – og hans overbevisning om det gamle Grækenlands overlegenhed over andre kulturer, viste at han var tilhænger og videreudvikler af kerneideerne i renæssancehumanismen.
Med sådanne synspunkter delte han nyhumanisternes ringeagt for den "uklassiske" senantikke og patristiske litteratur.
Nyhumanismens centrale overbevisninger lå på linje med den uddannelsesreform i Preussen og det humanistiske gymnasium i 1800-tallet og 1900-tallet, som forbindes med Wilhelm von Humboldt (1767-1835). I Bayern var Friedrich Immanuel Niethammer (1766-1848) – der 1808 havde indført udtrykket "humanisme" – forkæmper for en nyhumanistisk reform af læreplanen. I slutningen af 1800-tallet led nyhumanismen dog et tilbageslag. Kejser Wilhelm 2., der var utilfreds med overvægten af gamle sprog i forhold til modersmålet, indledte med "December-konferencen" i 1890 en modbevægelse der blandt andet indeholdt mindre vægt på latin i læseplanen for gymnasier og bortfald af opgaver på latin..
Hegel var en skarp kritiker af renæssancehumanismen. Han kritiserede at den humanistiske tænkning forblev i det konkrete, det sanselige, at den sad fast i fantasiens og kunstens verden, at den ikke var spekulativ og ikke formåede at trænge frem til ægte filosofisk refleksion.
Allegevel holdt Hegel dog fast på det humanistiske dannelsesideal.
For den videnskabelige undersøgelse af renæssancehumanismen var Georg Voigts (1827-1891) arbejde banebrydende. I hans to-binds værk Die Wiederbelebung des classischen Alterthums oder Das erste Jahrhundert des Humanismus (1859) ("Genoplivningen af den klassiske oldtid eller humanismens første århundrede") beskrev han verdens- og menneskebilledet hos de tidlige renæssancehumanister, deres værdier, mål og metoder og deres udveksling med hinanden og med deres modstandere.
Voigt understregede det grundlæggende nye i den humanistiske holdning, bruddet med fortiden. På samme linje lå kulturhistorikeren Jacob Burckhardt med Die Kultur der Renaissance in Italien, 1860 ("Renæssancekulturen i Italien")
Han så i renæssancen begyndelsen på moderniteten. I de følgende år satte Voigts og Burckhardts vurderinger sig stort set igennem og prægede opfattelsen af humanismen i offentligheden. I hvor høj grad humanismen faktisk repræsenterede et brud med fortiden eller i hvilket omfang der gør sig en kontinuitet gældende, har siden været et vigtigt emne for forskningen. Mediævister, middelalderforskere, påpeger at centrale elementer i renæssancehumanismen allerede er at finde i middelalderen i mange former, nogle gange endda med særlige kendetegn. Fra et videnskabshistorisk synspunkt spørges der om – og i givet fald hvordan – humanismen på væsentlige måder har påvirket udviklingen af videnskab.
I løbet af 1800-tallet rokkede oldtidsvidenskaben selv i stigende grad ved grundlaget for det humanistiske og nyhumanistiske uddannelsekoncept: ideen om en sammenhængende, ensartet, fuldstændig og forbilledlig antik "klassik". En af tidens berømteste oldtidshistorikere Theodor Mommsen (1817-1903) tænkte slet ikke humanistisk.
En førende repræsentant for denne opbrudstid inden for uddannelseshistorien var græcisten Ulrich von Wilamowitz-Moellendorff (1848-1931), der repræsenterede det humanistiske ideal i nogle henseender, men i andre henseender var radikalt imod. Han udtalte: "Antikken som en enhed og som et ideal er væk; videnskaben har selv ødelagt denne tro."
Inden for filosofien i 1900-tallet trådte Martin Heidegger frem som kritiker af renæssancehumanismen, som han beskyldte for at have fremlagt en idé om humanitas der ikke var dækkende for menneskets væsen (ty. ...die das Wesen des Menschen nicht erfasse).
I modsætning hertil trak Ernst Cassirer en åndshistorisk udviklingslinje fra renæssancen til Kant (†1804) som kulminationen på oplysningstiden, hvor kultur skulle forstås som et middel til selvbefrielse og udvikling af en fri personlighed.
Filologen Werner Jaeger (1888-1961) plæderede for en ny humanisme, der omtales som "den tredje humanisme" (efter Renæssance og Weimarklassik), som dog ikke vandt genklang.